# Jacob von Balthasar Knigge
Jacob Friedrich Bernhard von Balthasar Knigge, döpt 23 december 1718, död 10 januari 1796, var en svensk grosshandlare och brukspatron.
von Balthasar Knigge var amatörvioloncellist och medlem av Utile Dulci. Han invaldes som ledamot nr 50 av Kungliga Musikaliska Akademien den 16 juni 1772. von Balthasar Knigge ägde det så kallade Spökslottet (Schefflerska palatset) på Drottninggatan i Stockholm. Han ligger begravd på Adolf Fredriks kyrkogård i Stockholm.